# Vụ xả súng tại Trường học Rio de Janeiro
Vụ xả súng tại Trường học Rio de Janeiro, còn được gọi là Vụ thảm sát Rio de Janeiro đề cập đến cuộc tàn sát xảy ra vào ngày 7 tháng 4 năm 2011, khoảng 8:30 sáng (UTC-3), tại Trường Thành phố Tasso da Silveira, nằm trong khu phố Realengo, thuộc thành phố Rio de Janeiro. Wellington Menezes de Oliveira, 23 tuổi, đột nhập vào trường được trang bị hai khẩu súng lục ổ quay và bắt đầu bắn vào các học sinh có mặt, giết chết 12 người trong số họ từ 13 đến 16 tuổi và khiến hơn 13 người bị thương. Oliveira bị cảnh sát chặn lại, tự sát.